# محمد محققی لاهیجی

محمّد محققی لاهیجی

محمّد محققی لاهیجی، در سال ۱۲۸۹ شمسی در لاهیجان متولد شد. او را می‌توان اولین سفیر و مبلغ شیعی در دنیای غرب نامید که به عنوان نماینده بروجردی به مدت ده سال در هامبورگ آلمان به تبلیغ پرداخت. او نخستین امام جمعه و مؤسس مرکز اسلامی هامبورگ بود.

## تحصیلات
او دروس ابتدایی و متوسطه را در رشت و تهران به پایان رساند و ضمن ادامه تحصیل علوم جدید در مدرسه کمال‌الملک و دارالفنون زبان فرانسه، روسی، عربی ، انگلیسی و آلمانی  را نیز فرا گرفت. محققی در سال ۱۳۱۳ شمسی به قم مهاجرت و در مدرسه رضویه حجره گرفت و مشغول تکمیل علوم حوزوی گردید.وی در همین ایام در مشهد ریاضیات تدریس می‌کرد که سپس عازم قم شد و سطوح عالی علوم دینی را در قم آموخت و همزمان در این شهر علم هیئت، فیزیک و سایر علوم طبیعی را برای طلاب علاقه‌مند تدریس می‌کرد. همزمان در مدرسه دارالشفاء نیز علوم ریاضی را به طلاب درس می‌داد که بسیاری از فضلاء در مدرسه دارالشفاء؛ امثال مرتضی مطهری در کلاس درس ریاضیات ایشان، حاضر می‌شدند.

## استادان
وی بعد از کسب علوم و دروس متوسطه، به درس خارج عبدالکریم حائری راه یافت.

## در کلام دیگران
سید موسی شبیری زنجانی از مراجع تقلید معاصر:«آقای محققی یک درسی هم داشت که در آن اطلاعات جدیدی که غالب طلاب به آن احتیاج داشتند - به صورت تلفیقی با دروس حوزه - مطرح می‌کردند. بنده هم در درس ایشان می‌رفتم. در آن درس نیز اتفاقا آقا شیخ عبدالجواد جبل عاملی که استاد شرح لمعه ما بود، شرکت می‌کردند.» 
سید حسین بدلا:«مرحوم محققی، شخصیتی بود که علاوه بر معلومات، اطلاعات غیرحوزوی ایشان نیز قوی بود و با مسایل فرهنگی روز آشنایی داشت. یادم هست همین آقای محققی، وقتی که با هم در مدرسه رضویه بودیم، به این مسائل توجه داشت. با زحمت‌بسیار، بدون استخدام می‌رفتیم مدارس جدید ملی و می‌خواستیم برای دانش‌آموزان برنامه داشته باشیم.» 
فاضل لنکرانی:«تا مدتی آیت‌الله بروجردی، کسی را که واجد شرایط تبلیغ تشیع در اروپا باشد، نیافته بودند، در این رابطه، با مرحوم پدرم مشورت می‌کنند. پدرم می‌گوید:این موضوع نیاز به تفکر دارد. مرحوم پدرم این قضیه را با من در میان گذاشتند. بنده به پدرم عرض کردم: به نظر من، آقای محققی شایستگی این کار را دارد. ایشان استاد دانشگاه بود و مرد بسیار روشن و آشنا به علوم روز و متدین. علاوه بسیار خوش قیافه و خوش بیان بود. در تهران سکونت داشت وگاه به قم می‌آمد و برای طلبه‌ها درس هیئت می‌گفت.از قبل با هم ارتباطی داشتیم، به تهران رفتم و مسئله را با آقای محققی در میان گذاشتم. خلاصه ایشان را راضی کردم برای رفتن به آلمان.مرحوم پدرم نتیجه را به آقای بروجردی گفتند. ایشان هم خوشحال شدند و فرمودند: من باید آقای محققی را ببینم. آقای محققی خدمت ایشان آمدند و پس از توصیه‌های ایشان، روانه هامبورگ شدند و بسیار هم موفق بودند. مسجد هامبورگ به دستور آیت‌الله بروجردی و به دست ایشان تاسیس شد و هم اکنون از مراکز مهم اسلامی است.»

## امام جماعت مسجد همت تجریش
در سال‌های دهه 20، مسجد همت امام جماعت دائمی نداشت و گهگاه نماز جماعت در آن به امامت شخصی به نام ابوالقاسم ارشدی که غیرمعمم بود، برگزار می‌شد. در نهایت، مسئولان مسجد پس از تلاش‌های فراوان موفق شدند محققی را راضی کنند تا امامت مسجد را به عهده بگیرد؛ اما چندی بعد، وی به خواست بروجردی، برای سروسامان دادن به امور مذهبی مسلمانان اروپا در ۱۳۲۹ ش عازم آلمان شد. پس از آن، مسئولان مسجد همت از محمود اردکانی، داماد فاضل لنکرانی (پدر محمدفاضل لنکرانی)، که ساکن قم بود، دعوت کردند که امامت مسجد را به عهده بگیرد. او نیز که به توصیۀ پزشکان باید در محلی خوش آب‌وهوا زندگی می‌کرد، این دعوت را پذیرفت و به تجریش کوچ کرد؛ اما خیلی زود امامت مسجد فاطمیه در جنوب پل تجریش را پذیرفت و به این ترتیب، مسجد همت دوباره بدون پیش‌نماز دائمی به وضعیت سابق خود بازگشت.

## درگذشت
وی در سال ۱۳۴۹ شمسی در حدود ۵۸ سالگی درگذشت و در قبرستان ابوحسین قم به خاک سپرده شد.